# Estrela do Norte (São Paulo)
Estrela do Norte est une municipalité brésilienne de l'État de São Paulo et la Microrégion de Presidente Prudente.